# Saint-Valentin

Saint-Valentin este o comună în departamentul Indre, Franța. În 1 ianuarie 2022 avea o populație de 263 de locuitori.